# Говорухин, Орест Макарович
Оре́ст Мака́рович Говору́хин (10 (22) декабря 1864, станица Усть-Хопёрская, область Войска Донского — 1938, Москва) — русский революционер.

## Биография
Родился в семье казака. В 1886—1887 годах — студент физико-математического факультета Петербургского университета, входил в революционный «Кружок кубанцев и донцов» и др. студенческие организации. Был связан с группой Д. Благоева. 5 апреля 1886 года арестован; 22 апреля освобождён под надзор полиции.
Участвовал в подготовке покушения на Александра III намеченного на март 1887 года (группа А. И. Ульянова — П. Я. Шевырёва). В конце февраля 1887 года, скрываясь от полиции, эмигрировал. Оберегая жизнь своего товарища, за каждым шагом которого следила тайная полиция, А. И. Ульянов заложил за 100 рублей золотую медаль, полученную в университете за успехи в научных исследованиях, отдал эти деньги Говорухину и проводил его на вокзал. По некоторым данным помощь в побеге оказал будущий польский маршал Ю. Пилсудский.
Существует версия, согласно которой, Говорухин был агентом провокатором царской Охранки. Быстрое освобождение после ареста группы Благоева и довольно мягкое наказание, вполне соотносится с практикой вербовки царской Охранкой секретных сотрудников. Говорухин в своих воспоминаниях упоминал некое лицо, якобы присутствовавшее на некоторых совещаниях группы террористов - представитель исполнительного комитета «Народной воли». Однако В. Н. Фигнер, одна из лидеров организации "Народная Воля", позднее категорически отрицала наличие такого представителя и заявила, что подобную личину мог иметь только провокатор. Данная выдумка Говорухина наводит на мысль, что он явно перестраховывал себя, объявляя агентом полиции некое несуществующее лицо.
Эмигрантская жизнь Говорухина началась в Швейцарии, где он вступил в «Союз русских социал-демократов за границей», познакомился с Г. В. Плехановым и В. И. Засулич. В Цюрихе был одним из основателей «Социалистического литературного фонда». В Женеве работал в типографии группы «Освобождение труда». В одном из документов российской охранки, не спускавшей глаз с Ореста Макаровича, объявленного государственным преступником, указывалось: «Проживал в Женеве под фамилией Комаров, затем переехал в Париж, где, именуя себя Григорьевым, женился на Татьяне Самойловне Баршт, или Барщ, брат которой содержит в Саратове аптеку». В 1894 году супруги переехали в Софию. Дочь Татьяна была замужем за коммунистом Иваном Караивановым.
Орест Георгиев (под этой фамилией Говорухин жил в Болгарии) вступил в социал-демократическую партию и стал видным представителем её левого крыла, впоследствии — близким сотрудником В. Коларова и Г. Димитрова. Работал техническим агентом Пловдивского городского совета, геометром-чертёжником Софийского общинного управления, счетоводом в государственном художественном училище, преподавателем русского языка в мужской гимназии в Софии. Закончил химический факультет Софийского университета, где с 1911 года преподавал русский язык и литературу.
Был известен также как авторитетный искусствовед. Его статьи печатались и в России — в журнале «Искусство и художественная промышленность».
В 1925 году, после установления военно-фашистской диктатуры А. Цанкова, семья Говорухина с помощью Коминтерна вернулась в Россию. Зная несколько европейских языков, работал референтом в Высшем совете народного хозяйства.
Выйдя на пенсию, переключился на занятия литературой. Были завершены «Воспоминания о террористической группе Александра Ульянова». В его переводе вышло несколько книг болгарских писателей — Христо Ботева, Алеко Константинова и других.
Умер от сильной простуды, купаясь в проруби на Москве-реке.

## В воспоминаниях
Многократно упоминается в воспоминаниях Анны Елизаровой-Ульяновой, зачастую с неприязнью. Упоминается собственная версия Говорухина, что именно он подтолкнул Александра Ульянова к революционной деятельности: «Въ своемъ рефератѣ, прочитанномъ въ 88-мъ году за границей, Говорухинъ говоритъ, что его удивляло, какъ такой недюжинный человѣкъ, какъ Ульяновь, былъ чуждъ всякимъ общественнымъ интересамъ (!!), и приписываетъ, видимо, себѣ заслугу, что У. повернулъ къ этимъ интересамъ».